# Дрепанозурус дволикий
Дрепанозурус дволикий (Drepanosurus birostratus) — вид ракоподібних.

## Морфологічні ознаки
Тіло видовжене, очі на стебельцях, ноги листоподібні, мають преекзоподити. Лобний край голови самця озброєний невеликим виростом, який розділений на дві частини. Апікальний членик антен другої пари самця завжди трохи викривлений. Довжина тіла — до 2 см.

## Поширення
Ендемік Лісостепової і Степової зон Євразії; степова Україна.

## Особливості біології
Населяє весняні прісні калюжі.

## Загрози та охорона
Загрози: антропогенний вплив (забруднення водойм стоками тваринницьких ферм та ін.).